# Liste der Monuments historiques in Ébreuil
Die Liste der Monuments historiques in Ébreuil führt die Monuments historiques in der französischen Gemeinde Ébreuil auf.

## Liste der Bauwerke
| Bezeichnung                                        | Beschreibung                           | Standort                 | Kennzeichnung | Schutzstatus | Datum | Bild           |
| -------------------------------------------------- | -------------------------------------- | ------------------------ | ------------- | ------------ | ----- | -------------- |
| Abtshaus der ehemaligen Abtei Saint-Léger          | Erbaut Ende des 18. Jahrhunderts       | (Lage)                   | PA03000038    | Inscrit      | 2010  |                |
| Château du Châtelard (Fotos in der Base Mérimée)   | Schloss, erbaut ab dem 15. Jahrhundert | (Lage)                   | PA00093091    | Inscrit      | 1982  |                |
| Kirche St-Léger                                    | Erbaut ab dem 11. Jahrhundert          | (Lage)                   | PA00093092    | Classé       | 1914  | weitere Bilder |
| Markthalle                                         | Erbaut Anfang des 19. Jahrhunderts     | Place de l’Église (Lage) | PA00093093    | Inscrit      | 1971  | weitere Bilder |
| Hôpital des Charitains (Fotos in der Base Mérimée) | Krankenhaus, erbaut 1768               | (Lage)                   | PA03000037    | Inscrit      | 2009  |                |
| Haus                                               | Erbaut im 15. Jahrhundert              | Rue du Vieux-Pont (Lage) | PA00093094    | Inscrit      | 1971  | weitere Bilder |

## Liste der Objekte

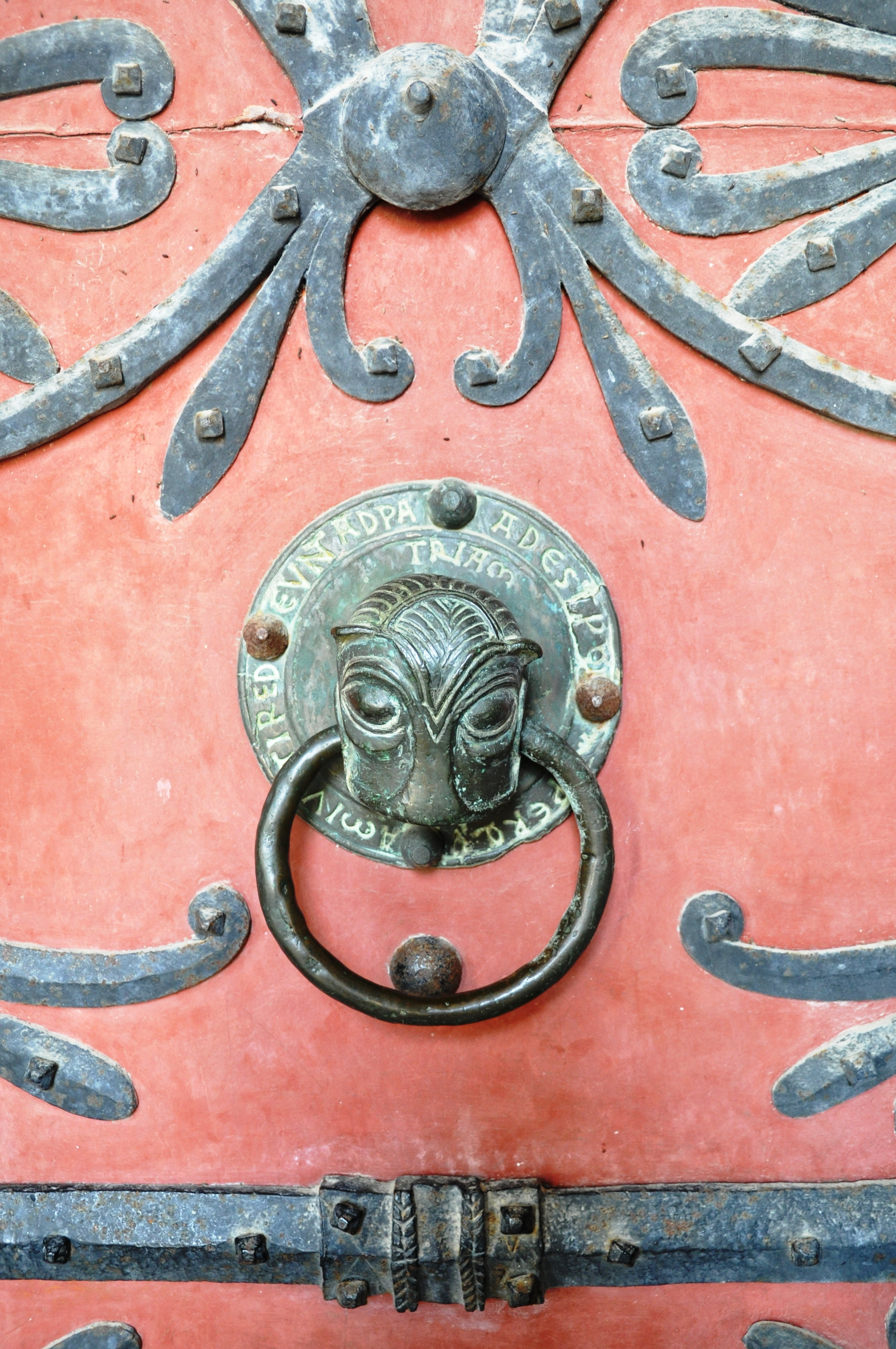
Portal (12. Jahrhundert) der Kirche St-Léger

- Monuments historiques (Objekte) in Ébreuil in der Base Palissy des französischen Kultusministeriums